# 川上始
川上 始（かわかみ はじめ、1912年（明治45年）1月1日 - 1991年（平成3年）7月14日 ）は日本の実業家である。三井生命保険、華興商業銀行勤務を経て神戸銀行取締役となり、その後、阪神相互銀行・第2代代表取締役社長を務めた。岡山県高梁市出身。

## 経歴

### 生い立ち
1912年（明治45年）岡山県川上郡川上町領家（現：高梁市）に生れる。その後、地元の旧制岡山県立高梁中学（現・岡山県立高梁高等学校）へ進学する。同期には、画家になる皆見鵬三がいた。1929年（昭和4年）に同校を卒業後、旧制第六高等学校へ入学する。1932年（昭和7年）に同校を卒業後、同年、東京帝国大学法学部へ入学する。1935年（昭和10年）3月に東大法学部政治学科を卒業し、三井生命保険へ就職する。

### 銀行家として
生命保険会社に入社後、3年間同社に勤めた後、中国大陸上海市にある1938年（昭和13年）に設立された華興商業銀行へ転職する。戦後、華興商業銀行が解散し、川上は日本へ帰国する。帰国後、神戸銀行へ就職し、1958年（昭和23年）46歳のときに同行の人事部次長となる。1959年には、兵庫支店長となり、1960年には室町支店長となる。1963年に人事部長兼名古屋駅支店長となった後、1964年（昭和39年）52歳のときに、神戸銀行取締役となる。
1967年（昭和42年）55歳のときに、阪神相互銀行へ出向し専務取締役・本店営業部長となる。1969（昭和44年）、取締役会で川上が取締役営業部長から常務取締役となることが決定する。1973年（昭和48年）61歳の時、初代・志茂源吉の社長退任と会長就任に伴い、川上が阪神相互銀行第2代社長となる。
しかしながら、川上は社長就任後、健康がすぐれず、安定して職務が行えないということから、1975年（昭和50年）63歳で社長職を1期2年という短期間で勇退し相談役に退く。後任の第3代社長は山田時雄となった。その後、1976年に藍綬褒章を受賞し、1980年（昭和55年）には、68歳で同社の顧問となる。
1991年（平成3年）7月14日、肝不全のため79歳で死去。葬儀は、神戸市中央区生田町にある東極楽寺で執り行われた。